# Бродяга (фильм, 1951)
«Бродя́га» (хинди आवारा, Awaara) — индийский фильм-драма на языке хинди, снятый в 1951 году Раджем Капуром, также исполнившим главную роль. Картина сочетает социальные и реформистские темы с жанрами криминального фильма, романтической комедии и музыкальной мелодрамы. Сюжет вращается вокруг переплетения жизней бедного вора, обеспеченной девушки-адвоката и её опекуна-судьи, который не знает, что вор — его сын.
Один из наиболее известных фильмов в творчестве Раджа Капура. В этом фильме он впервые предстал в образе бродяги, впоследствии развитом в его картине «Господин 420» (1955) и ставшем его наиболее известной экранной маской.
Фильм пользовался огромной популярностью на родине, а также в Советском Союзе, Восточной Азии, Африке, на Ближнем Востоке и в Восточной Европе.

## Сюжет
Радж родился и живёт в трущобах, промышляя воровством. Его отец, богатый окружной судья Рагунат, много лет назад выгнал из дома беременную жену, заподозрив её в бесчестии. В начальной школе Радж подружился с Ритой, девочкой из состоятельной семьи. Судья Рагунат, опекун Риты, позаботился о том, чтобы неблагонадёжный Радж не виделся с Ритой, и увёз её в другой город.
На улице Радж знакомится с бандитом Джаггой, который заменяет ему отца и обучает воровскому ремеслу. Несмотря на успехи в этом ремесле, Раджа мучают угрызения совести. Он оказывается человеком, у которого много лиц. Проходит много лет. Выйдя в очередной раз из тюрьмы, Радж случайно встречает Риту. Детская дружба перерастает в романтическую любовь. Рита не знает об «истинном лице» Раджа, и это усугубляет его переживания о своей загубленной жизни. Радж пытается порвать с воровской жизнью. В приступе ярости, защищая мать и себя, он убивает Джаггу. Когда же Радж узнает, что судья Рагунат — его настоящий отец, виновный в страданиях матери, он врывается в дом Рагуната, пытаясь убить и его. Его арестовывают и судят. Рита, только что получившая диплом адвоката, пытается защитить его, рассказав суду присяжных всю горькую правду. Раджу предстоит провести три года в каторжной тюрьме, но преданная Рита сочувствует ему и обещает, что дождётся.

## В ролях
- Радж Капур — Радж Рагунат
- Наргис — Рита
- Притхвирадж Капур — судья Рагунат
- K. Н. Сингх[англ.] — Джагга
- Лила Читнис[англ.] — Лила Рагунат, мать Раджа
- Лила Мишра[англ.] — невестка судьи Рагуната
- Шаши Капур — Радж в детстве
- Бэби Зубейда — Рита в детстве

## Саундтрек
Вся музыка написана дуэтом композиторов Шанкар-Джайкишан.
| №   | Название                       | Текст песни     | Исполнители               | Длительность |
| --- | ------------------------------ | --------------- | ------------------------- | ------------ |
| 1.  | «Ek Do Teen»                   | Шайлендра       | Шамшад Бегум              | 2:48         |
| 2.  | «Hum Tujhse Mohabbat Kar Ke»   | Хасрат Джайпури | Мукеш                     | 3:56         |
| 3.  | «Awaara Hoon»                  | Шайлендра       | Мукеш                     | 3:04         |
| 4.  | «Ek Bewafa Se Pyar Kiya»       | Хасрат Джайпури | Лата Мангешкар            | 2:36         |
| 5.  | «Ab Raat Guzarne Wali Hai»     | Хасрат Джайпури | Лата Мангешкар            | 3:49         |
| 6.  | «Jab Se Balam Ghar Aaye»       | Хасрат Джайпури | Лата Мангешкар            | 2:50         |
| 7.  | «Ghar Aaya Mera Pardesi»       | Шайлендра       | Лата Мангешкар            | 4:31         |
| 8.  | «Dam Bhar Jo Udhar Munh Phere» | Шайлендра       | Лата Мангешкар, Мукеш     | 4:26         |
| 9.  | «Tere Bina Aag Yeh Chandni»    | Шайлендра       | Лата Мангешкар, Манна Дей | 5:52         |
| 10. | «Naiya Meri Manjhdhar»         | Шайлендра       | Мохаммед Рафи             | 2:39         |

Песню Раджа «Бродяга я» («Awaara hoon»), которую он поёт после того, как его выпустили из тюрьмы, в СССР исполнил Рашид Бейбутов на русском и хинди (грампластинка Апрелевского завода, русский текст Э. Александровой, В-24188, другая сторона пластинки — песня «Наша Индия», В-24187)

## Успех на родине и за рубежом
«Бродяга» собрал в прокате 1,25 крора, получив статус «блокбастер», и в течение года, вплоть до выхода фильма «Гордость» Мехбуба Хана, оставался самым кассовым фильмом в истории Болливуда.
В 1953 году фильм был номинирован на Гран-при Каннского кинофестиваля. Журнал Time внёс его в список «10 сокровищ индийского кино».
Премьера фильма на территории СССР состоялась 23 сентября 1954 года. Фильм повторно выпускался в советский прокат в 1959, 1965, 1977 и 1985 годах. По итогам первого выпуска в советский кинопрокат занимает 3-е место по посещаемости среди зарубежных лент. За всё время проката фильм посмотрели 63,7 млн зрителей.
Фильм дублирован на киностудии имени М. Горького, режиссёр дубляжа — Мария Сауц.
Роли дублируют
- Николай Александрович — Радж (роль Раджа Капура)
- Галина Малькова — Рита (роль Наргис)
- Сергей Курилов — судья Рагунат (роль Притхвираджа Капура)
- Яков Беленький — Джагга (роль К. Н. Сингха)
- Зинаида Щенникова — Лила Рагунат (роль Лилы Читнис[5])
- Толя Крылов — Радж в детстве (роль Шаши Капура[5])
- Оля Крылова — Рита в детстве (роль Бэби Зубейды[5])